# Eleições estaduais no Rio Grande do Sul em 1994
As eleições estaduais no Rio Grande do Sul em 1994 ocorreram em 3 de outubro como parte das eleições gerais no Distrito Federal e em 26 estados. Foram eleitos o governador Antônio Britto, o vice-governador Vicente Bogo, e os senadores José Fogaça e Emília Fernandes, além de 31 deputados federais e 55 estaduais.

## Resultado da eleição para governador

### Primeiro turno
| Candidatos a governador do estado | Candidatos a vice-governador | Número | Coligação                                           | Votação   | Percentual |
| --------------------------------- | ---------------------------- | ------ | --------------------------------------------------- | --------- | ---------- |
| Antônio Britto PMDB               | Vicente Bogo PSDB            | 15     | Rio Grande Unido e Forte (PMDB, PSDB, PL)           | 2.211.270 | 49,20%     |
| Olívio Dutra PT                   | Éden Pedroso PT              | 13     | Frente Popular (PT, PSB, PPS, PV, PCdoB, PCB, PSTU) | 1.560.992 | 34,73%     |
| Celso Bernardi PPR                | Érico Ribeiro PPR            | 11     | Muda Rio Grande (PPR, PFL)                          | 393.514   | 8,76%      |
| Sereno Chaise PDT                 | Geraldo Gama PDT             | 12     | Frente Trabalhista Riograndense (PDT, PP, PMN)      | 252.915   | 5,63%      |
| Irapuan Teixeira PRONA            | Fernando Gegler PRONA        | 56     | PRONA (sem coligação)                               | 48.576    | 1,08%      |
| José Luiz Gomes PRN               | Elizabete Costa PRN          | 36     | PRN (sem coligação)                                 | 27.003    | 0,60%      |
| Fontes:                           |                              |        |                                                     |           |            |

### Segundo turno

Candidato mais votado por município (427):
Antônio Britto (390)
Olívio Dutra (29 + PA)
Celso Bernardi (7)

| Candidatos a governador do estado | Candidatos a vice-governador | Número | Coligação                                           | Votação   | Percentual |
| --------------------------------- | ---------------------------- | ------ | --------------------------------------------------- | --------- | ---------- |
| Antônio Britto PMDB               | Vicente Bogo PSDB            | 15     | Rio Grande Unido e Forte (PMDB, PSDB, PL)           | 2.679.701 | 52,21%     |
| Olívio Dutra PT                   | Éden Pedroso PT              | 13     | Frente Popular (PT, PSB, PPS, PV, PCdoB, PCB, PSTU) | 2.453.174 | 47,79%     |
| Fontes:                           |                              |        |                                                     |           |            |

## Resultado da eleição para senador
| Candidatos a senador da República  | Candidatos a suplente de senador                         | Número | Coligação                                           | Votação   | Percentual |
| ---------------------------------- | -------------------------------------------------------- | ------ | --------------------------------------------------- | --------- | ---------- |
| José Fogaça PMDB                   | Guerino Pizone PMDB Flávio Jeckel PMDB                   | 152    | Rio Grande Unido e Forte (PMDB, PSDB, PL)           | 1.627.482 | 22,08%     |
| Emília Fernandes PTB               | Luiz Tirello PTB Edir Domeneghini PTB                    | 142    | PTB (sem coligação)                                 | 1.164.989 | 15,81%     |
| Cezar Schirmer PMDB                | Artur Fernando Corrêa PMDB José Fernando Eichenberg PMDB | 153    | Rio Grande Unido e Forte (PMDB, PSDB, PL)           | 1.147.418 | 15,57%     |
| Raul Pont PT                       | Walmor Wicteky PT Bruno Mendon PSB                       | 132    | Frente Popular (PT, PSB, PPS, PV, PCdoB, PCB, PSTU) | 919.568   | 12,48%     |
| Fúlvio Petracco PSB                | Maria Gessi Bento PCdoB Alvaro Leonardi Ayala PPS        | 402    | Frente Popular (PT, PSB, PPS, PV, PCdoB, PCB, PSTU) | 687.882   | 9,33%      |
| Aldo Pinto PDT                     | Nadir Rosseti PDT Nelson Rodenbusch PDT                  | 122    | Frente Trabalhista Riograndense (PDT, PP, PMN)      | 652.136   | 8,85%      |
| Guilherme Socias Villela PPR       | Horst Ernst Volk PPR Marion Rovena Brochado PPR          | 112    | Muda Rio Grande (PPR, PFL)                          | 486.281   | 6,60%      |
| Carlos Azambuja PPR                | Paulo César Macagnan PFL Gilberto Ênio Sobrinho PPR      | 113    | Muda Rio Grande (PPR, PFL)                          | 305.128   | 4,14%      |
| Elói Guimarães PDT                 | José Luiz Espanhol PDT Edy Isaías PDT                    | 123    | Frente Trabalhista Riograndense (PDT, PP, PMN)      | 244.507   | 3,32%      |
| Paulo Luiz Vieira de Freitas PRONA | Carlos Alberto Borowsky PRONA Moyses Amaro Pereira PRONA | 562    | PRONA (sem coligação)                               | 83.093    | 1,13%      |
| Adão Moacir Gegler PRN             | Pompilio Nunes de Matos PRN Carlos Alberto Knapp PRN     | 362    | PRN (sem coligação)                                 | 50.837    | 0,69%      |
| Fontes:                            |                                                          |        |                                                     |           |            |

## Deputados federais eleitos
São relacionados os candidatos eleitos com informações complementares da Câmara dos Deputados.

Representação eleita
  PMDB: 8
  PT: 7
  PPR: 6
  PDT: 5
  PTB: 2
  PSDB: 2
  PFL: 1

| Número  | Deputados federais eleitos | Partido | Votação | Percentual | Cidade onde nasceu   | Unidade federativa |
| 1314    | Paulo Paim                 | PT      | 138.558 | 3,98%      | Caxias do Sul        | Rio Grande do Sul  |
| 1577    | Germano Rigotto            | PMDB    | 108.334 | 3,11%      | Caxias do Sul        | Rio Grande do Sul  |
| 4544    | Yeda Crusius               | PSDB    | 104.295 | 3,00%      | São Paulo            | São Paulo          |
| 1145    | Augusto Nardes             | PPR     | 72.925  | 2,10%      | Santo Ângelo         | Rio Grande do Sul  |
| 1515    | Nelson Proença             | PMDB    | 71.380  | 2,05%      | Porto Alegre         | Rio Grande do Sul  |
| 1516    | Odacir Klein               | PMDB    | 67.748  | 1,95%      | Getúlio Vargas       | Rio Grande do Sul  |
| 1502    | Darcísio Perondi           | PMDB    | 63.629  | 1,83%      | Ijuí                 | Rio Grande do Sul  |
| 1422    | Hugo Lagranha              | PTB     | 62.559  | 1,80%      | Alegrete             | Rio Grande do Sul  |
| 1151    | Nelson Marchezan           | PPR     | 60.693  | 1,74%      | Santa Maria          | Rio Grande do Sul  |
| 1302    | José Fortunati             | PT      | 52.504  | 1,51%      | Flores da Cunha      | Rio Grande do Sul  |
| 2555    | Jair Soares                | PFL     | 50.464  | 1,45%      | Porto Alegre         | Rio Grande do Sul  |
| 1529    | Paulo Ritzel               | PMDB    | 49.699  | 1,43%      | Novo Hamburgo        | Rio Grande do Sul  |
| 1321    | Esther Grossi              | PT      | 46.967  | 1,35%      | Santa Maria          | Rio Grande do Sul  |
| 1188    | Adolfo Fetter Júnior       | PPR     | 46.748  | 1,34%      | Pelotas              | Rio Grande do Sul  |
| 1144    | Adylson Motta              | PPR     | 45.956  | 1,32%      | São Luiz Gonzaga     | Rio Grande do Sul  |
| 1120    | Jarbas Lima                | PPR     | 45.474  | 1,31%      | Lagoa Vermelha       | Rio Grande do Sul  |
| 1566    | Eliseu Padilha             | PMDB    | 45.223  | 1,30%      | Canela               | Rio Grande do Sul  |
| 1510    | Mendes Ribeiro Filho       | PMDB    | 45.066  | 1,30%      | Porto Alegre         | Rio Grande do Sul  |
| 1207    | Carlos Renan Kurtz         | PDT     | 44.787  | 1,29%      | Santa Maria          | Rio Grande do Sul  |
| 1112    | Telmo Kirst                | PPR     | 44.421  | 1,28%      | Santa Cruz do Sul    | Rio Grande do Sul  |
| 1244    | Airton Dipp                | PDT     | 43.587  | 1,25%      | Passo Fundo          | Rio Grande do Sul  |
| 1234    | Matheus Schmidt            | PDT     | 42.078  | 1,21%      | Santa Cruz do Sul    | Rio Grande do Sul  |
| 1433    | Osvaldo Biolchi            | PTB     | 40.043  | 1,15%      | Encantado            | Rio Grande do Sul  |
| 1355    | Adão Pretto                | PT      | 38.779  | 1,11%      | Redentora            | Rio Grande do Sul  |
| 1533    | Wilson Cignachi            | PMDB    | 33.727  | 0,97%      | Farroupilha          | Rio Grande do Sul  |
| 1250    | Carlos Cardinal            | PDT     | 29.964  | 0,86%      | Bossoroca            | Rio Grande do Sul  |
| 4590    | Ezidio Pinheiro            | PSDB    | 29.683  | 0,85%      | Frederico Westphalen | Rio Grande do Sul  |
| 1277    | Enio Bacci                 | PDT     | 29.597  | 0,85%      | Lajeado              | Rio Grande do Sul  |
| 1340    | Waldomiro Fioravante       | PT      | 28.965  | 0,83%      | Marcelino Ramos      | Rio Grande do Sul  |
| 1311    | Miguel Rossetto            | PT      | 25.455  | 0,73%      | São Leopoldo         | Rio Grande do Sul  |
| 1333    | Luiz Mainardi              | PT      | 22.656  | 0,65%      | Sobradinho           | Rio Grande do Sul  |
| Fontes: |                            |         |         |            |                      |                    |

## Deputados estaduais eleitos
São relacionados os candidatos eleitos com informações complementares da Assembleia Legislativa.

Representação eleita
  PPR: 13
  PTB: 10
  PMDB: 10
  PDT: 9
  PT: 6
  PSB: 3
  PSDB: 1
  PFL: 1
  PCdoB: 1
  PL: 1

| Número  | Deputados estaduais eleitos | Partido | Votação | Percentual | Cidade onde nasceu     | Unidade federativa |
| 14292   | Sérgio Zambiasi             | PTB     | 289.025 | 7,38%      | Encantado              | Rio Grande do Sul  |
| 11200   | Maria do Carmo Bueno        | PPR     | 209.833 | 5,36%      | Santa Bárbara do Sul   | Rio Grande do Sul  |
| 15138   | João Osório                 | PMDB    | 47.227  | 1,21%      | Camaquã                | Rio Grande do Sul  |
| 45210   | Paulo Vidal                 | PSDB    | 36.161  | 0,92%      | Erval Grande           | Rio Grande do Sul  |
| 12269   | Pompeo de Mattos            | PDT     | 36.107  | 0,92%      | Santo Augusto          | Rio Grande do Sul  |
| 11285   | Francisco Appio             | PPR     | 35.497  | 0,91%      | Vacaria                | Rio Grande do Sul  |
| 40140   | Beto Albuquerque            | PSB     | 34.251  | 0,88%      | Passo Fundo            | Rio Grande do Sul  |
| 15115   | Giovani Feltes              | PMDB    | 34.139  | 0,87%      | São Leopoldo           | Rio Grande do Sul  |
| 11101   | Marco Peixoto               | PPR     | 31.835  | 0,81%      | Santiago               | Rio Grande do Sul  |
| 13170   | Flávio Koutzii              | PT      | 30.894  | 0,79%      | Porto Alegre           | Rio Grande do Sul  |
| 14191   | Iradir Pietroski            | PTB     | 30.541  | 0,78%      | Itatiba do Sul         | Rio Grande do Sul  |
| 12209   | Glênio Pereira Lemos        | PDT     | 29.300  | 0,75%      | Sant'Ana do Livramento | Rio Grande do Sul  |
| 11106   | Arno Frantz                 | PPR     | 29.280  | 0,75%      | Santa Cruz do Sul      | Rio Grande do Sul  |
| 11133   | José Pereira Alvarez        | PPR     | 29.094  | 0,74%      | São Borja              | Rio Grande do Sul  |
| 11240   | Adolfo Brito                | PPR     | 28.846  | 0,74%      | Sobradinho             | Rio Grande do Sul  |
| 15111   | Antonio Barbedo             | PMDB    | 27.942  | 0,71%      | São Leopoldo           | Rio Grande do Sul  |
| 11110   | José Otávio Germano         | PPR     | 27.468  | 0,70%      | Cachoeira do Sul       | Rio Grande do Sul  |
| 40200   | Bernardo de Souza           | PSB     | 27.383  | 0,70%      | Pedro Osório           | Rio Grande do Sul  |
| 11210   | Erni Petry                  | PPR     | 26.456  | 0,68%      | Arroio do Meio         | Rio Grande do Sul  |
| 13115   | Pepe Vargas                 | PT      | 26.277  | 0,67%      | Nova Petrópolis        | Rio Grande do Sul  |
| 12267   | João Luiz Vargas            | PDT     | 26.011  | 0,66%      | São Sepé               | Rio Grande do Sul  |
| 13202   | Marcos Rolim                | PT      | 25.960  | 0,66%      | Porto Alegre           | Rio Grande do Sul  |
| 15140   | José Ivo Sartori            | PMDB    | 24.739  | 0,63%      | Farroupilha            | Rio Grande do Sul  |
| 11155   | José Rubens Pillar          | PPR     | 23.903  | 0,61%      | São Vicente do Sul     | Rio Grande do Sul  |
| 15205   | Jair Foscarini              | PMDB    | 23.340  | 0,60%      | Novo Hamburgo          | Rio Grande do Sul  |
| 13138   | José Gomes da Silva Júnior  | PT      | 23.066  | 0,59%      | Recife                 | Pernambuco         |
| 11175   | Wilson Mânica               | PPR     | 22.899  | 0,59%      | Ijuí                   | Rio Grande do Sul  |
| 14150   | Ledevino Piccinini          | PTB     | 22.830  | 0,58%      | Roca Sales             | Rio Grande do Sul  |
| 14242   | Sérgio Moraes               | PTB     | 22.758  | 0,58%      | Santa Cruz do Sul      | Rio Grande do Sul  |
| 15149   | Gleno Scherer               | PMDB    | 22.748  | 0,58%      | Venâncio Aires         | Rio Grande do Sul  |
| 11250   | Valdir Andres               | PPR     | 22.684  | 0,58%      | São Luiz Gonzaga       | Rio Grande do Sul  |
| 12270   | Heron Oliveira              | PDT     | 22.666  | 0,58%      | Butiá                  | Rio Grande do Sul  |
| 12244   | Paulo Azeredo               | PDT     | 22.533  | 0,58%      | Montenegro             | Rio Grande do Sul  |
| 15150   | Alexandre Postal            | PMDB    | 22.176  | 0,57%      | Guaporé                | Rio Grande do Sul  |
| 12233   | Ciro Simoni                 | PDT     | 22.052  | 0,56%      | Porto Alegre           | Rio Grande do Sul  |
| 11112   | João Fischer                | PPR     | 22.031  | 0,56%      | Taquara                | Rio Grande do Sul  |
| 14102   | Edemar Vargas               | PTB     | 21.892  | 0,56%      | Tupanciretã            | Rio Grande do Sul  |
| 15194   | Quintiliano Vieira          | PMDB    | 21.673  | 0,55%      | Sant'Ana do Livramento | Rio Grande do Sul  |
| 25102   | Germano Bonow               | PFL     | 21.604  | 0,55%      | Porto Alegre           | Rio Grande do Sul  |
| 11166   | Vilson Covatti              | PPR     | 21.603  | 0,55%      | Palmitinho             | Rio Grande do Sul  |
| 65165   | Jussara Cony                | PCdoB   | 21.530  | 0,55%      | Quaraí                 | Rio Grande do Sul  |
| 15177   | Cézar Busatto               | PMDB    | 21.428  | 0,55%      | Santa Maria            | Rio Grande do Sul  |
| 40123   | Maria Augusta Feldman       | PSB     | 20.852  | 0,53%      | Santo Amaro            | Bahia              |
| 15220   | Paulo Odone                 | PMDB    | 20.783  | 0,53%      | Porto Alegre           | Rio Grande do Sul  |
| 22222   | Onyx Lorenzoni              | PL      | 20.668  | 0,53%      | Porto Alegre           | Rio Grande do Sul  |
| 12294   | Giovani Cherini             | PDT     | 18.965  | 0,48%      | Soledade               | Rio Grande do Sul  |
| 13199   | Luiz Carlos Casagrande      | PT      | 17.832  | 0,46%      | Garibaldi              | Rio Grande do Sul  |
| 12255   | Valdir Heck                 | PDT     | 17.515  | 0,45%      | Ijuí                   | Rio Grande do Sul  |
| 13133   | Luciana Genro               | PT      | 17.256  | 0,44%      | Santa Maria            | Rio Grande do Sul  |
| 12212   | Vieira da Cunha             | PDT     | 17.094  | 0,44%      | Cachoeira do Sul       | Rio Grande do Sul  |
| 14233   | Eliseu Santos               | PTB     | 15.875  | 0,41%      | Porto Alegre           | Rio Grande do Sul  |
| 14201   | Caio Riela                  | PTB     | 15.547  | 0,40%      | Uruguaiana             | Rio Grande do Sul  |
| 14120   | Manoel Maria dos Santos     | PTB     | 15.537  | 0,40%      | Três Barras            | Santa Catarina     |
| 14147   | Divo Gervásio do Canto      | PTB     | 13.224  | 0,34%      | Araranguá              | Santa Catarina     |
| 14226   | Valdir Fraga                | PTB     | 12.527  | 0,32%      | Porto Alegre           | Rio Grande do Sul  |
| Fontes: |                             |         |         |            |                        |                    |